# Wilson-Schwertlilie
Die Wilson-Schwertlilie (Iris wilsonii) ist eine Pflanzenart aus der Gattung der Schwertlilien (Iris) innerhalb der Familie der Schwertliliengewächse (Iridaceae).

## Merkmale
Die Wilson-Schwertlilie ist eine ausdauernde krautige Pflanze. Der Stängel ist 60 bis 75 Zentimeter hoch. Die Blätter sind ungefähr genauso hoch. Die Blüten haben einen Durchmesser von 6 bis 8 Zentimeter. Die Domblätter sind gelblich weiß gefärbt, haben oft rotbraune Flecken und sind schräg aufrecht.
Die Blütezeit reicht von März bis April.

## Vorkommen
Die Wilson-Schwertlilie kommt im West-China vor.

## Nutzung
Die Wilson-Schwertlilie wird selten als Zierpflanze genutzt. Sie ist seit spätestens 1909 in Kultur.

## Belege
- Eckehart J. Jäger, Friedrich Ebel, Peter Hanelt, Gerd K. Müller (Hrsg.): Rothmaler Exkursionsflora von Deutschland Band 5 Krautige Zier- und Nutzpflanzen. Spektrum Akademischer Verlag, Berlin Heidelberg 2008, ISBN 978-3-8274-0918-8.